# Brasil en los Juegos Olímpicos de Seúl 1988
Brasil estuvo representado en los Juegos Olímpicos de Seúl 1988 por un total de 160 deportistas, 127 hombres y 33 mujeres, que compitieron en 21 deportes.
El portador de la bandera en la ceremonia de apertura fue el judoca Walter Carmona.

## Medallistas
El equipo olímpico brasileño obtuvo las siguientes medallas:
| Nombre                     | Deporte   | Competición |
| -------------------------- | --------- | ----------- |
| Oro                        |           |             |
| Aurélio Miguel             | Judo      | –95 kg M    |
| Plata                      |           |             |
| Joaquim Cruz               | Atletismo | 800 m M     |
| Equipo                     | Fútbol    | Torneo M    |
| Bronce                     |           |             |
| Robson da Silva            | Atletismo | 200 m M     |
| Nelson Falcão Torben Grael | Vela      | Star M      |
| Clinio Freitas Lars Grael  | Vela      | Tornado M   |